# Canto (organização)
Os cantos eram associações ou guildas administradas por nagôs (escravos Iorubás) na Bahia, onde os membros juntavam recursos para comprar a liberdade. O primeiro a conquistar a liberdade contribuía para o grupo até que o último membro do canto estivesse livre. O termo deve-se aos locais onde os membros se reuniam na cidade para atender seus clientes. Cada canto tinha o nome do local onde seus ganhadores se reuniam.
Os cantos eram bem organizados e tinham um sistema para eleger seus próprios capitães. O historiador brasileiro Manuel Querino descreveu a cerimônia de inauguração do novo capitão do canto:
Os membros do canto pegavam um barril emprestado de um dos armazéns da Rua Julião ou Pilar. Eles enchiam o barril com água do mar, amarravam com cordas e enfiavam uma tábua comprida entre as cordas. De oito a doze etíopes, geralmente os mais fortes, levantavam o barril, em cima do qual o novo capitão do canto montava, segurando um galho de arbusto em uma mão e uma garrafa de rum branco na outra.
Todo o canto desfilava em direção ao bairro das Pedreiras. Carregadores entoavam um ar monótono, em um dialeto africano ou patois.
Eles retornavam, na mesma ordem, ao ponto de partida. O capitão recém-eleito era então parabenizado por membros de outros cantos, e nessa ocasião, ele realizava uma espécie de exorcismo com a garrafa de bebida, borrifando algumas gotas de seu conteúdo.
Isso confirmava a eleição.